# Baños de Molgas (parroquia)
Baños de Molgas (llamada oficialmente San Salvador de Baños de Molgas) es una parroquia y una villa española del municipio de Baños de Molgas, en la provincia de Orense, Galicia.

## Organización territorial
La parroquia está formada por cinco entidades de población:
- Alvite
- Baños de Molgas
- Bouzas
- Formigoso
- Nocelo

## Demografía

### Parroquia
| Gráfica de evolución demográfica de Baños de Molgas (parroquia) entre 2000 y 2022 |
|                                                                                   |
| Datos según el nomenclátor publicado por el INE.                                  |

### Villa
| Gráfica de evolución demográfica de Baños de Molgas (villa) entre 2000 y 2021 |
|                                                                               |
| Datos según el nomenclátor publicado por el INE.                              |